# Pneumocystis
Pneumocystis é um género de fungos ascomicetes sistematicamente isolados, sendo o único género da classe Pneumocystidomycetes. Estes organismos vivem como parasitas extracelulares nos pulmões de mamíferos.

## Caraterísticas
Estes fungos não formam micélio nem ascocarpo. As células vegetativas têm paredes delgadas, forma irregular e multiplicam-se por divisão celular simples. A reprodução sexuada ocorre por fusão de duas células vegetativas, seguida de cariogamia e formação de um cisto com paredes espessadas. No interior deste cisto (semelhante a um asco) formam-se 4 a 8 ascósporos que são libertados quando a parede do cisto rebenta.